# Szabó Iván (fényképész)

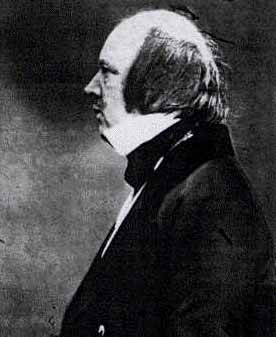
W. H. Fox Talbot (1850–1855k.), Szabó Iván felvétele Talbotról

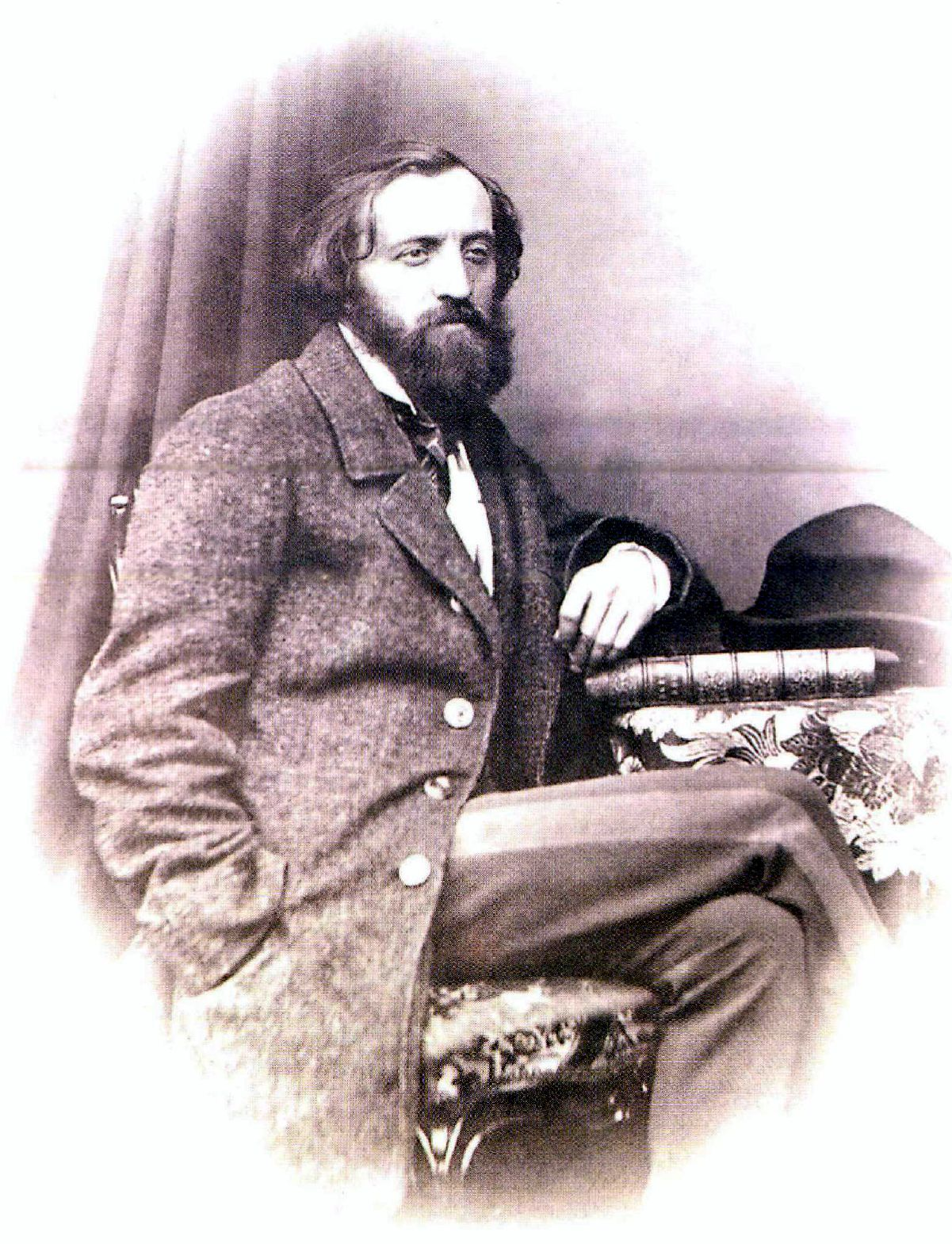
Csernátony Lajos Edinburghban 1857 körül. Feltehetően Szabó Iván felvétele

Szabó Iván (Marosvásárhely, 1822 – Edinburgh,  1858) fényképész.

## Életpályája
Valószínűleg az 1848-as szabadságharc leverése után (hadnagyként) emigrált Angliába. Skóciában, St Andrewsben élt és tanult fotografálni Thomas Rodgertől, és mesteréhez hasonló stílusban alkotó portréfotográfusként vált elismertté. A Photographic Society of Edinburgh tagjává választotta, különböző díjakban és elismerésekben részesült. Több ízben lefényképezte (felkérésükre) Fox Talbotot és családját és más hírességeket is. 1857-ben Edinburgh-ban nyitott műtermet, itt dolgozott 1858 júliusában bekövetkezett haláláig.